# Mort de Captain America
La mort de Captain America est un récit en 18 parties raconté dans le comics Captain America des épisodes 25 à 42 du cinquième volume. Après les événements de Civil War, Captain America se rend aux autorités mais alors qu'il est conduit au tribunal, il est assassiné par Sharon Carter qui a été conditionnée par Crâne Rouge.

## Résumé
Alors que Captain America est conduit au tribunal pour répondre de ses actes anti-gouvernementaux lors de Civil War, il est assassiné par Sharon Carter. Celle-ci a été conditionnée par Crâne Rouge. Alors que les amis du Captain cherchent à comprendre ce qui s'est passé, Crâne rouge, en lavant le cerveau d'agents du SHIELD, en droguant l'eau de Washington et en provoquant une crise économique grâce à une société qu'il dirige, semble prêt à mettre les États-Unis à genoux. Il contrôle aussi un politicien qui paraît être une alternative aux partis habituels. Pendant ce temps, Bucky Barnes reprend le manteau de Steve Rogers et devient le nouveau Captain America. Les plans de Crâne rouge échouent finalement, surtout à cause des erreurs de sa fille. Lors de l'assaut de son QG par le SHIELD, il parvient à s'enfuir.

## Complément
À cette série s'ajoute une mini-série intitulée Fallen Son: the death of Captain America qui permet de voir comment les héros réagissent à la mort de cette légende. Les cinq numéros son écrits par Jeph Loeb, avec Leinil Yu, Ed McGuinness, John Romita Jr., David Finch et John Cassaday comme dessinateurs. Selon Jeph Loeb, chaque numéro a pour sujet les cinq stades de la mort annoncée: déni, colère, marchandage, dépression, acceptation. Le titre provient de la propre expérience de Loeb, dont le fils, Sam Loeb, est mort en 2005 du cancer. Le déni est la réaction de Wolverine, la colère des deux équipes des Vengeurs (New Avengers et Mighty Avengers), le marchandage de Clint Barton, la dépression de Spider-Man, et l'acceptation de Iron Man.

## Analyse
La mort de Captain America puis son remplacement par Bucky Barnes, qui garde l'essentiel du costume de Steve Rogers mais y ajoute un pistolet, a été vu comme le signe des transformations des États-Unis dans les années 2000. D'après le critique John McGuire ce serait une forme de renouveau qui dans la réalité se manifeste par l'élection de Barack Obama. Sa mort s'inscrit dans une réflexion plus large sur la place des héros mais aussi sur la politique des États-Unis depuis les années 2000.